# Stammliste der Beauharnais

Stammwappen der Beauharnais

Wappen des Herzogs von Leuchtenberg aus dem Hause Beauharnais

Die Stammliste der Beauharnais enthält die in der Wikipedia vertretenen Personen und wichtige Zwischenglieder.
Die Beauharnais sind eine Familie des französischen Adels, die seit dem 14. Jahrhundert im Orléanais nachweisbar ist. In der Französischen Revolution spielten Mitglieder der Familie eine große Rolle, erst recht im darauffolgenden Kaiserreich, und sie wussten diese Stellung im 19. Jahrhundert zu nutzen und sogar auszubauen, als sie 1817 im Königreich Bayern  unter anderem mit dem Titel Herzog von Leuchtenberg ausgestattet wurden.

## Stammliste

### 14. bis 16. Jahrhundert
1. Guillaume I. Beauharnais, Händler in Orléans, Seigneur de Miramion et de La Chaussée; ⚭ 1390 Marguerite de Bourges
  1. Jean, Zeuge im Prozess der Jeanne d’Arc; ⚭ 1423 Anne de Loynes
  2. Jeanne († nach 1488); ⚭ Jean Hilaire († nach 1449)
  3. Guillaume II., Seigneur de Miramion et de La Chaussée; ⚭ 1425 Jacquette Le Maire
    1. Jacques, ledig
    2. Jean, 1482 bezeugt, Seigneur de Miramion et de La Chaussée, Prévôt des Maréchaux; ⚭ 1472 Jeanne de Boylève (Boislève)
      1. Guillaume III. de Beauharnais († 30. Oktober 1545), Seigneur de Miramion, de La Chaussée, Villechauve et La Grillière, Trésorier des Finances et Intendant de la Maison de Jean d’Orléans; ⚭ (1) 20. September 1499 Marie Le Vasseur (Le Vassor), Tocjhter von Aignan Le Vasseur und Jeanne Complain; ⚭ (2) Jeanne Le Vasseur
        1. Guillaume IV. († nach 5. April 1564), Seigneur de Miramion, de La Chaussée, d’Outreville, de La Grillière, de Longuesve, de Villechauve, de Beaumont et de Sédenay; ⚭ 11. Februar 1531 Jeanne de Saint-Mesmin, Dame de Sédenay, Tochter von François de Saint-Mesmin und Marie Le Clerc
          1. François I. († vor 8. März 1588), Seigneur de Miramion, L Chaussée, Sédenay, Outreville, La Grillière, Longuesve, Beaumont et Villechauve; ⚭ 27. April 1561 Madeleine Bourdineau († zwischen 9. Juni 1593 und 15. März 1599), Tochter von Jacques Bourdineau, Seigneur de Villemblin et Bussy, und Anne de Troyes, Cousine von Méry de Vic, Siegelbewahrer 1621/22 – Nachkommen siehe unten

        2. Pierre, Prior von Saint-Barthelémy de Sémoy, Kanoniker an Saint-Aignan d’Orléans
        3. Aignan, Kanoniker an Saint-Aignan d’Orléans, folgt seinem Bruder 1532
        4. Marie; ⚭ 19. Juli 1521 Nicolas Buastier – Vorfahren von Madeleine Fabry, der Ehefrau des Kanzlers Pierre Séguier
        5. Jeanne; ⚭ 13. November 1517 François de Contes, Seigneur de Valins
        6. Claudine; ⚭ 29. Juni 1513 Jacques de Contes, Seigneur de Brion et de Villechauve
        7. Anne, geistlich im Orden von Fontevrault im Couvent de La Madeleine-lès-Orléans

    3. Pierre, ledig
    4. Marion; ⚭ Pierre de Payères, genannt Moireau

  4. ? Peronelle

### 16. bis 18. Jahrhundert
1. François I. († vor 8. März 1588), Seigneur de Miramion, L Chaussée, Sédenay, Outreville, La Grillière, Longuesve, Beaumont et Villechauve; ⚭ 27. April 1561 Madeleine Bourdineau († zwischen 9. Juni 1593 und 15. März 1599), Tochter von Jacques Bourdineau, Seigneur de Villemblin et Bussy, und Anne de Troyes, Cousine von Méry de Vic, Siegelbewahrer 1621/22 – Vorfahren siehe oben
  1. Charles († vor 25. Mai 1589), Seigneur de Villechauve
  2. Guillaume (* um 1567; † 27. November 1653), Seigneur d’Outreville, La Chaussée, La Boissiére et Sédenay, 1620 Conseiller du Roi en ses Conseils; ⚭ (Ehevertrag 25. Juli 1599) Marie Rousseau, Tochter von Jacques Rousseau, Conseiller du Roi, Trésorier général de Sa Maison, und Jeanne Allegro
    1. (unehelich, Mutter: Françoise Pohier) Guillaume de Beauharnais († 1669), legitimiert Mai 1641, Seigneur de La Bretesche

  3. François II. († 7. Juni 1651), Seigneur de La Grillière et Villechauve, Conseiller d’État, 1616 Conseiller du Roi en Ses Conseils - Privé et Finances, 1614 Député aux États; ⚭ 17. Februar 1599 Anne Brachet, Dame de La Boische († vor 27. Februar 1628), Tochter von Antoine Brachet, Seigneur de Marolles et La Boische, und Jeanne Jamet
    1. François III., 1628/54 bezeugt, Seigneur de La Grillière et Villechauve, Conseiller du Roi et d’État, Membre du Conseil, Günstling von Gaston de Bourbon, duc d’Orléans; ⚭ (1) 27. Februar 1628 Anne de Mareau, Tochter von Hector de Mareau, Seigneur de Villerégis et Chilly, und Geneviève Lamirault; ⚭ (2) 10. Februar 1630 Charlotte Bugy, Tochter von Jean Bugy, Seigneur de Moulinet, und Charlotte Colas
      1. (2) François (IV.), Seigneur de La Grilliére, ledig
      2. (2) Charlotte, ledig
      3. (2) Marie Anne (* 1644; † 8. August 1723); ⚭ 16. September 1693 Jean-Baptiste Phélypeaux (* 12. März 1646; † 19. August 1711), Comte de Montlhéry, Seigneur d’Outreville, Bruder von Louis II. Phélypeaux de Pontchartrain, Kanzler von Frankreich

    2. Jacques, genannt Sieur de La Grillière-Beauharnais (X bei einer Belagerung von Casale Monferrato), 1642 Directeur des fortifications de Lérida
    3. Guillaume, 1640 Kapitän zur See unter dem Kommando des Erzbischofs von Bordeaux
    4. Jean (II.) (* um 1605; † 17. April 1661), Seigneur de La Boische, Villechauve, Beaumont et La Chaussée, Secrétaire de la Chambre du Roi Louis XIII.; ⚭ (Ehevertrag 12. August 1636) Marie Mallet, Tochter von Claude Mallet, Seigneur de Mérisau, und Marie de Maranne
      1. (Jean) François Gaston (* 2. August 1636; † 17. April 1694), Seigneur de La Boische, Beaumont, Beauvillé et La Chaussée; ⚭ (Ehevertrag 14. September 1664) Marguerite Françoise Pyvart de Chastullé († Oktober 1719), Tochter von Jacques Pyvart, Conseiller du Roi, und Catherine Thierry
        1. Jacques de Beauharnais de La Boische (* 1665; † 1689 bei der Belagerung von Mainz), Capitaine d’Infanterie au Régiment du Maine
        2. François V. de Beauharnais (* 18. September 1665; † 8. Oktober 1746) Baron de Beauville, Seigneur de La Chaussée et Beaumont, Conseiller du Roi en Ses Conseils, Intendant von Neufrankreich; ⚭ 2. März 1691 Anne des Grez (* um 1668; † 24. September 1731), Tochter von François des Grez und Anne Hugot
        3. Jean François de Beauharnais (* 1673; † nach 1713), Seigneur de Moulon; ⚭ (Ehevertrag 26. Juni 1700) Marie-Madeleine de Penillon, Dame de Moulon, Tochter von Nicolas de Penillon, Seigneur d’Ouzouer-des-Champs, und Jacqueline des Prés-de-Mondreville-de Moulon
          1. Marie-Madeleine de Beauharnais († 1762); ⚭ Georges François de Ravault, Seigneur de Mousseaux
          2. Marguerite Françoise de Beauharnais, geistlich im Couvent de Saint-Dominique-lès-Montargis
          3. Anne de Beauharnais de Moulon; ⚭ (Ehevertrag 8. Mai 1741) Guillaume Bouvier (de Lamotte de Cépoy), Marquis de Cépoy, Seigneur de La Mothe-Vergouville (* 1686)

        4. Charles de Beauharnais de La Boische (* 12. Oktober 1671; † 12. Juni 1749), genannt Marquis de Beauharnais, Gouverneur von Quebec, Generalgouverneur von Neufrankreich, Lieutenant général des Armées Navales; ⚭ 6. August 1716 Renée Le Pays de Bourjolly (* kurz vor 3. Juli 1664; † 14. August 1744), Schwester von Louis Le Pays, Seigneur de Bourjolly
        5. Claude de Beauharnais de Beaumont (* 22. September 1674; † 15. oder 17. Januar 1738), Comte des Roches-Baritaud, Seigneur de Beaumont et de Villechauve; ⚭ (Ehevertrag 10. Oktober 1695) (Marie) Renée Hardouineau de Landanière (* 10. Oktober 1695; † 4. Juli 1766), Tochter von Pierre Hardouineau, Seigneur de Landanière, und Renée Le Pays (die spätere Ehefrau von Charles de Beauharnais, siehe oben) – Nachkommen siehe unten
        6. Guillaume de Beauharnais de Beauville († 1741), Kapitän der Marineinfanterie, Kapitän zur See
        7. Jeanne Elisabeth de Beauharnais († 1742); ⚭ 9. Januar 1711 Michel Bégou (alias Bégon), Seigneur de La Picardière etc., Intendant von Neufrankreich
        8. Anne de Beauharnais († 1748); ⚭ 26. Juni 1700 Pierre François Le Juge, Seigneur de Loigny etc.
        9. Catherine Françoise de Beauharnais, 1700 bezeugt
        10. Sohn de Beauharnais († 1741)

      2. Elisabeth († nach 1719); ⚭ 1671 Charles de Drouin, Chevalier de Bouville (* 1640), Sohn von Henri de Drouin, Marquis de Bouville
      3. Agnés († nach 1690); ⚭ (Ehevertrag 16. Juli 1673), Charles Egrot, Seigner d’Hurdy, Conseiller du Roi († 28. April 1692)

    5. Michel, Priester, promovierte an der Sorbonne, Almosenier von Gaston d’Orléans
    6. Anne († nach 20. Oktober 1651); ⚭ (Ehevertrag 27. Februar 1628) Nicolas Thoynard († nach 20. Oktober 1651), Conseiller du Roi
    7. Madeleine, 1682 bezeugt; ⚭ 7. Juli 1641 Claude Le Gloux († 1651), Conseiller du Roi, Trésorier de France

  4. Jacques († nach 15. März 1599), Seigneur de Sédenay, Conseiller du Roi
  5. Aignan († Mai 1652) Seigneur de Miramion, dann la Couarde (Chouarde, Gallus-La-Queue, 78), Conseiller d’État; ⚭ (Ehevertrag 13. September 1618) Marguerite de Choisy, Tochter von Jean de Choisy, Seigneur de Baleroy, Conseiller d’État, und Madeleine Le Charron
    1. Jean-Jacques († November 1645), Seigneur de Miramion et de La Couarde, Conseiller et Secrétaire du Roi, Maison et Couronne de France et de Ses Finances; ⚭ 27. April 1645 Marie Bonneau (* um 1630; † 23. März 1696), Supérieure de la Communauté des Filles de sainte-Geneviève à Paris, Quai de La Tournelle, Tochter von Jacques Bonneau, Seigneur de Rubelles, Conseiller et Secrétaire du Roi, Maison et Couronne de France et de Ses Finances, und Marie d’Ivry
      1. Marie Marguerite (* 1645/46; † 6. November 1725); ⚭ 22. Juni 1660 Guillaume Le Nesmond († 19. März 1693), Seigneur de Saint-Dizan, Conseiller du Roi en Ses Conseils, Président à mortier au Parlement de Paris, Sohn von François-Théodore de Nesmond

    2. Madeleine, geistlich im Couvent de la Visitation de Saint-Denis-en-France

  6. Marie († 20. Juni 1597 an der Pest); ⚭ (Ehevertrag 4. Juni 1597) 14. Juni 1597 André Charreton, Seigneur de La Douze
  7. Marguerite († 20. Juni 1597)
  8. Anne († 20. Juni 1653), Dame de Pontchartrain; ⚭ 11. Juni 1605 Paul Phélypeaux de Pontchartrain (* 1569; † 21. Oktober 1621), Conseiller et Secrétaire d’État, Sohn von Louis Phélypeaux, Seigneur de La Vrillière, und Radegonde Garrault

### Ab dem 18. Jahrhundert
1. Claude de Beauharnais (* 1680; † 15. Januar 1738 in La Chaussee); ⚭ Renée Hardouineau de Laudianière (* 1696; † 4. Juli 1766 in La Rochelle) – Vorfahren siehe oben
  1. François de Beauharnais, Marquis de La Ferté Beauharnais, Gouverneur von Martinique, Guadeloupe etc., (* 8. Februar 1714; † 1799/18. Juni 1800); ⚭ I: Marie-Anne Henriette Francoise Pyvart de Chastullé (* 17. März 1722/1724; † 5. Oktober 1766/1767); ⚭ II (August 1796): Marie Eugénie Desirée Tascher de La Pagerie (* vor 15. Juni 1739; † 1802)
    1. [I] François de Beauharnais (1756–1846), Generalleutnant und Botschafter
      1. Émilie de Beauharnais (1781–1855) ⚭ 1798 Antoine Marie Chamans, comte de Lavalette (1769–1830)

    2. [I] Alexandre, Vicomte de Beauharnais (1760–1794), guillotiniert ⚭ Marie Rose Joséphe Tascher de la Pagerie (1763–1814), die 1796 als «Joséphine» Napoleon Bonaparte heiratete und 1804 Kaiserin der Franzosen wurde (ihre beiden Kinder wurden zu Stiefkindern des Kaisers)
      1. Eugène de Beauharnais (1781–1824), Vizekönig von Italien, Fürst von Venedig, Großherzog von Frankfurt, Herzog von Leuchtenberg, Fürst von Eichstätt, Erzkanzler des französischen Kaiserreichs ⚭ Auguste von Bayern (1788–1851)
        1. Carolina Clotilde (1806)
        2. Josephine von Leuchtenberg (1807–1876) ⚭ König Oskar I. (Schweden) (1799–1859)
        3. Eugénie de Beauharnais (1808–1847) ⚭ Konstantin (Hohenzollern-Hechingen) (1801–1869)
        4. Auguste de Beauharnais (1810–1835), 2. Herzog von Leuchtenberg ⚭ Königin Maria II. (Portugal) (1819–1853), Tochter von Kaiser Peter I. (Brasilien) (1798–1834)
        5. Amélie von Leuchtenberg (1812–1873) ⚭ Kaiser Peter I. (Brasilien) (1798–1834)
        6. Théodelinde de Beauharnais  (1814–1857) ⚭ Herzog Wilhelm von Urach (1810–1869)
        7. Maximilian de Beauharnais (1817–1852), 3. Herzog von Leuchtenberg ⚭ Marija Nikolajewna Romanowa (1819–1876), Großfürstin von Russland, Tochter von Zar Nikolaus I. (Russland) (1796–1855)
          1. Maria Maximilianowna von Leuchtenberg (1841–1914) ⚭ Prinz Wilhelm von Baden (1829–1897)
          2. Nikolaus de Beauharnais (1843–1891), Prinz Romanov, 4. Herzog von Leuchtenberg seit 1852
            1. Nikolaus Herzog von Leuchtenberg (1868–1928)
              1. Alexandra de Beauharnais (1895–1960)
              2. Nikolaus de Beauharnais (1896–1937) ⚭ (I) Olga Fomina (1898–1921); (II) Elisabeth Müller-Himmler (1906–1999)
                1. (I) Eugenie de Beauharnais (1921–2006)
                2. (II) Nikolaus Alexander Fritz von Leuchtenberg (* 1933) ⚭ Anna Christiane Bügge (* 1936)
                  1. Nikolaus Maximilian von Leuchtenberg (1963–2000)
                  2. Konstantin Alexander Peter von Leuchtenberg (* 1965)

              3. Nadeschda von Leuchtenberg (1898–1962)
              4. Maximilian von Leuchtenberg (1900–1905)
              5. Sergei von Leuchtenberg (1903–1966) ⚭ (I) 1925 (geschieden 1938) Anna Naumova (1900–?); (II) 1939 (gesch. 1942) Kira Wolkova (1915–?); (III) 1945 Olga Wickberg (* 1926)
                1. (I) Serge von Leuchtenberg (1955–2000)
                2. (I) Maria Magdalena von Leuchtenberg (* 1926)
                3. (I) Anna von Leuchtenberg (* 1928)
                4. (I) Olga von Leuchtenberg (* 1931)
                5. (I) Natalia von Leuchtenberg (* 1934)
                6. (III) Elizabeth von Leuchtenberg (* 1957)

            2. Georg Herzog von Leuchtenberg (1872–1929) ⚭ 1895 Prinzessin Olga Repnina (1872–1953)
              1. Dimitri von Leuchtenberg (1898–1972) ⚭ 1921 Catherine Arapova (1900–1991)
                1. Georg von Leuchtenberg (1927–1963)
                2. Elena von Leuchtenberg (1922–2013)

              2. Andrei von Leuchtenberg (1903–1919)
              3. Konstantin von Leuchtenberg (1905–1983) ⚭ 1929 Prinzessin Daria Obolensky (1903–1982)
                1. Xenia von Leuchtenberg (* 1930) ⚭ 12. Juli 1950 Dimitri Grabbe (* 1927)
                2. Olga von Leuchtenberg (* 1932) ⚭ 1952 Oleg Gaydeburov (* 1922)

              4. Elena von Leuchtenberg (1896–1977) ⚭ 1920 Arkadj Ougritchitch-Trebinsky (1897–1982)
              5. Natalie von Leuchtenberg (1900–1995) ⚭ 1924 Vladimir Baron Meller-Zakomelsky (1894–1962)
              6. Tamara von Leuchtenberg, (1901–1999) ⚭ 1933 Constantin Karanfilov (1905–1978)

          3. Eugenie de Beauharnais (1845–1925) ⚭ Alexander von Oldenburg (1844–1932), Sohn von Peter von Oldenburg (1812–1881)
          4. Eugène de Beauharnais III. (1847–1901), Prinz Romanov, 5. Herzog von Leuchtenberg seit 1890
            1. Daria de Beauharnais (1870–1937)

          5. Georg de Beauharnais (1852–1912), Prinz Romanov, 6. Herzog von Leuchtenberg seit 1901, russ. General ⚭ (I) Therese von Oldenburg (1853–1883); (II) Anastasia von Montenegro (1868–1935)
            1. (I) Alexander de Beauharnais (1881–1942), Prinz Romanov, 7. Herzog von Leuchtenberg seit 1912
            2. (II) Serge von Leuchtenberg (1890–1974), Prinz Romanov, 8. Herzog von Leuchtenberg
            3. (II) Helene von Leuchtenberg (1892–1971), Prinzessin Romanov

      2. Hortense de Beauharnais (1783–1837) ⚭ Louis Bonaparte (1778–1846), König von Holland – beide sind die Eltern von Kaiser Napoleon III.
→ siehe auch Stammliste der Bonaparte

  2. Claude de Beauharnais (1717–1784), Comte des Roches Baritaud, Seeoffizier ⚭ 1753 Marie Anna Françoise Mouchard (1738–1813), die als Dichterin unter ihrem Ehenamen Fanny de Beauharnais bekannt wurde
    1. Claude de Beauharnais (1756–1819), Pair de France
      1. Alberic (1787–1791)
      2. Stéphanie de Beauharnais (1789–1860), Adoptivtochter Napoleons ⚭ Großherzog Karl Ludwig Friedrich (Baden) (1786–1818)
      3. Josephine (1803–1870) Marquise de Quiqueran de Beaujeu ⚭ Adrien Hippolyte, Marquis de Quiqueran de Beaujeu (1797–1860).

    2. Anne Amédée de Beauharnais (1760–1831), Vicomtesse de Barral ⚭ André Horace François de Barral de Rochechinard (1743–1829).

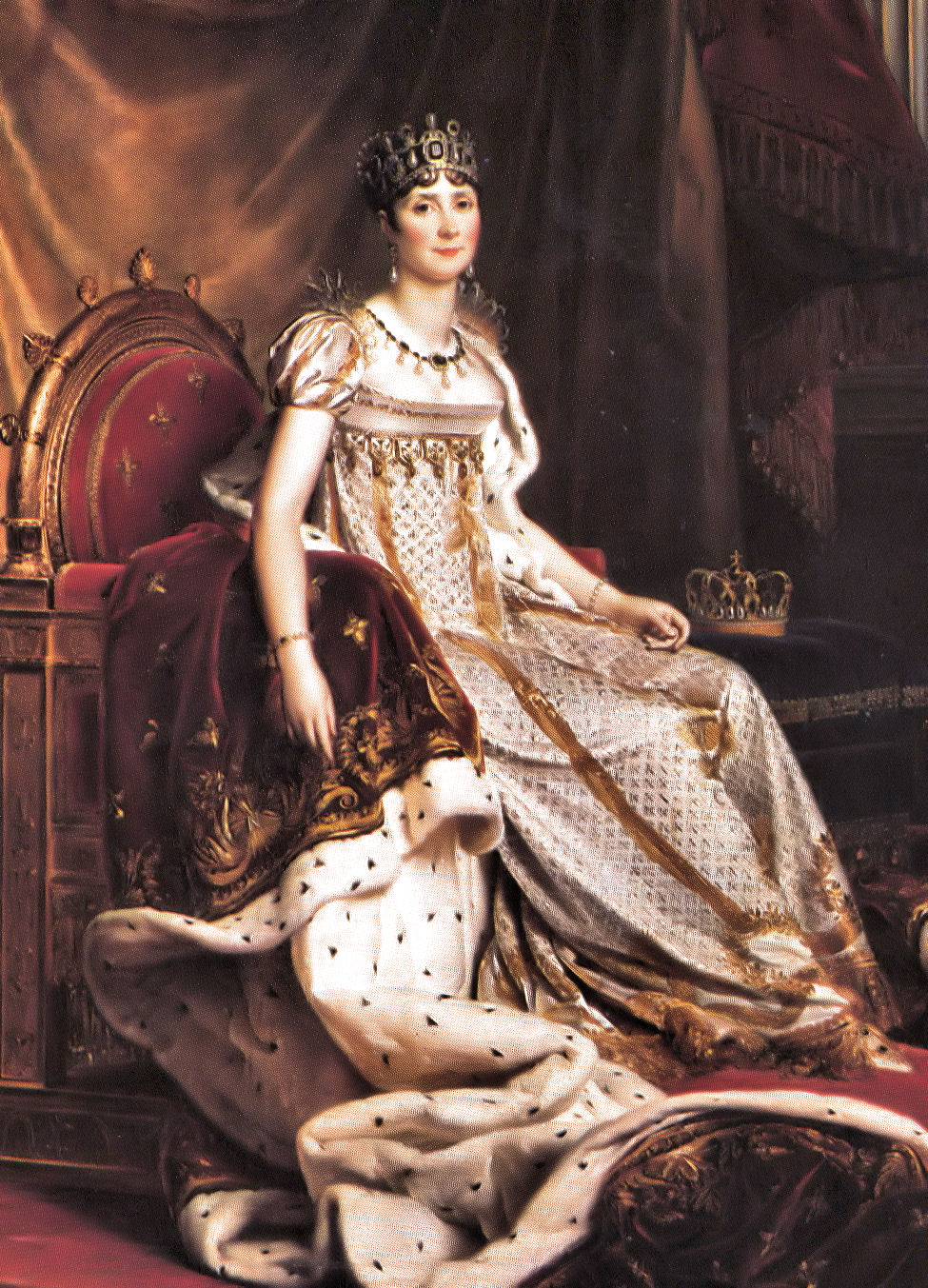
Joséphine de Beauharnais (1763–1814), Kaiserin der Franzosen
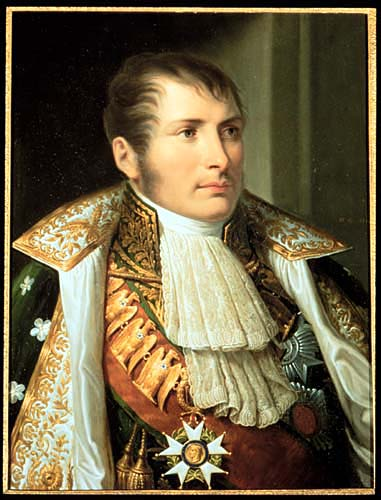
Eugène de Beauharnais (1781–1824), Sohn Josephines und Stiefsohn Napoleons, Vizekönig von Italien, Fürst von Venedig, Großherzog von Frankfurt, Herzog von Leuchtenberg
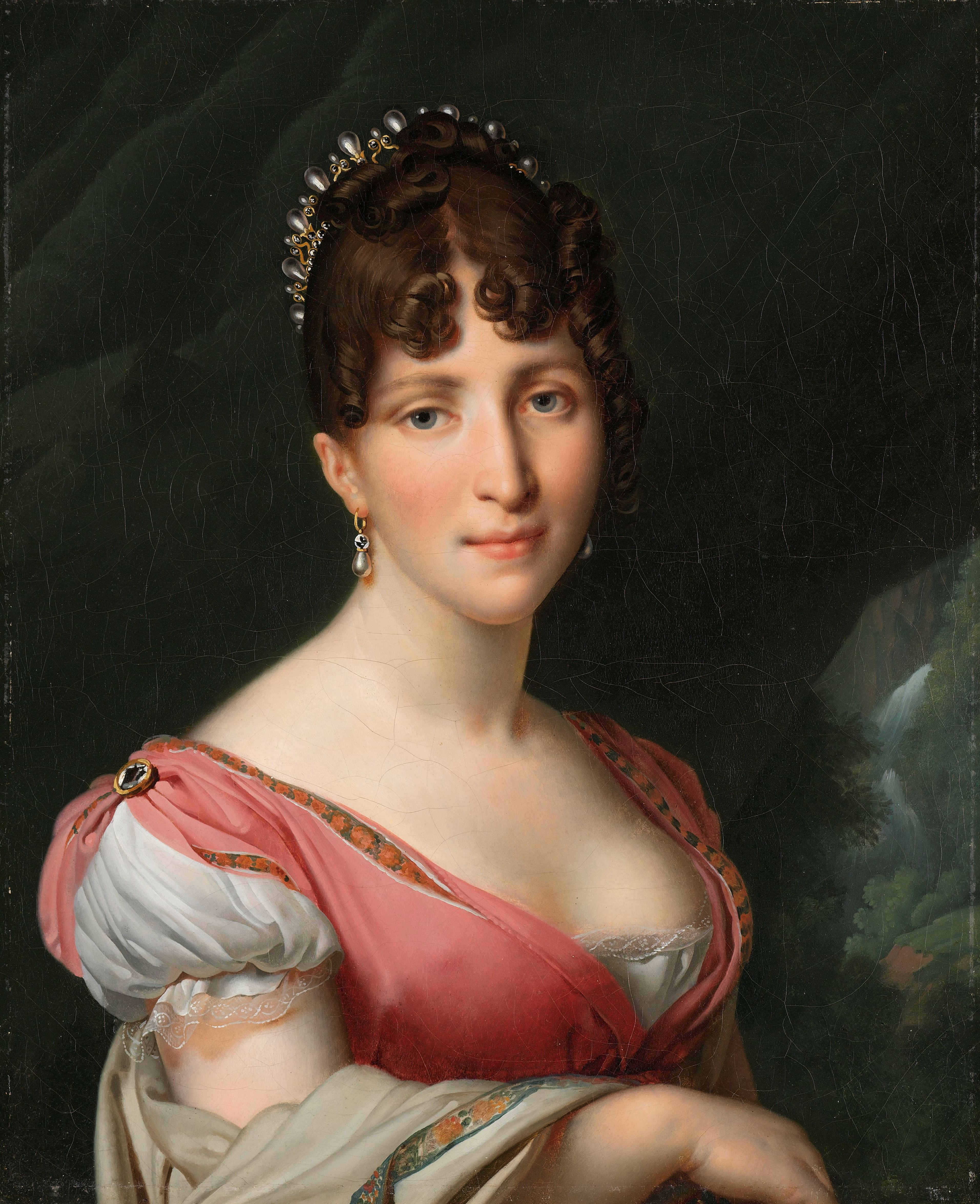
Hortense de Beauharnais (1783–1837), Königin von Holland, Mutter von Kaiser Napoleon III.
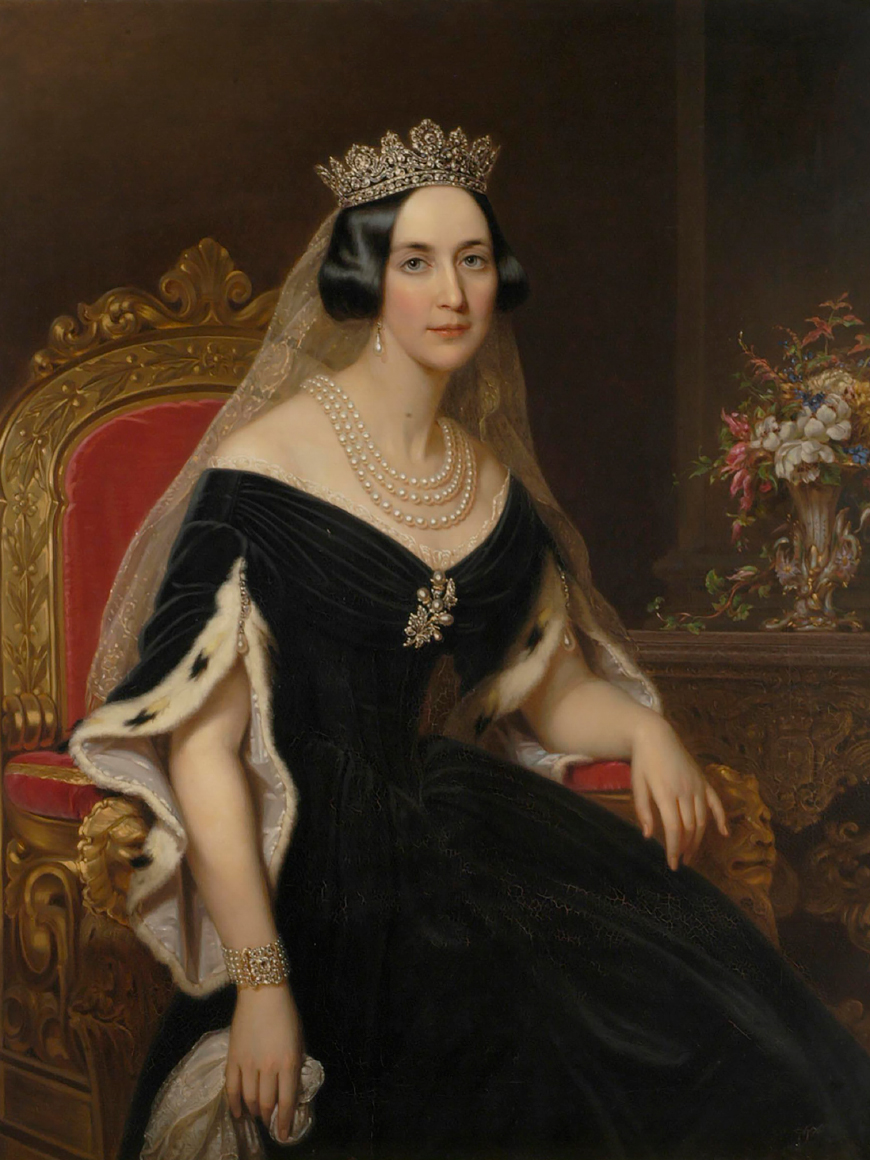
Josephine de Beauharnais von Leuchtenberg (1807–1876), Königin von Schweden
Amélie de Beauharnais von Leuchtenberg (1812–1873), Herzogin von Braganza, Kaiserin von Brasilien